# Diskografija sastava Metallica
Detaljan popis diskografije američkog heavy metal sastava Metallica. Do prosinca 2006.g., sastav je objavio osam studijskih albuma, dva koncertna albuma, dva EPa i jedan kompilacijski album, što sve zajedno čini trinaest službenih albuma sastava Metallica.
Metallicu su 1981.g. osnovali pjevač i ritam gitarist James Hetfield i bubnjar Lars Ulrich. Na mjestu prve gitare nalazio se Dave Mustaine, a na bas-gitari Ron McGovney. McGovney odlazi iz sastava i na njegovo mjesto dolazi Cliff Burton, dok u isto vrijeme iz sastava odlazi Mustaine (koji osniva sastav "Megadeth"), a na njegovo mjesto dolazi Kirk Hammet iz sastava "Exodus". Metallica potpisuje ugovor za diskografsku kuću "Megaforce Records", s kojom uskoro objavljuje svoj prvi studijski album Kill 'Em All iz 1983. Ova postava Hetfield, Ulrich, Burton, i Hammmet, snimaju neprekidno tri studijska albuma dok Burton na turneji tragično ne nastrada kada ga je pregazio autobus. Sastav je bio duboko pogođen tim nesretnim slučajem ali su vrlo brzo našli zamjenu i nastavili raditi. Poslije njihovog drugog albuma Ride the Lightning, sastav potpisuje za izdavača "Elektra Records". U sastav dolazi novi basista Jason Newsted i zajedno s njima snima četiri studijska albuma, dva uživo albuma, jedan kompilacijski album i jedan EP, čineći tako najdulji ostanak jednog basiste u Metallici ali nakon toga zbog napetih tenzija u sastavu odlazi iz njega. Metallica snima St. Anger sa službenim basistom i producentom Bobom Rockom. Ozzy Osbourneu i basisti bivšeg funk metal sastava "Infectious Grooves" Robertu Trujillou, ponuđeno je milijun dolara da dođu u sastav, što oni i prihvaćaju.
Sastav trenutno snima svoj prvi studijski album nakon pet godina sa svojim basistom Trujillom i pod novom izdavačkom kućom "Warner Bros. Records". Metallica ima preko 100 milijuna prodanih snimaka širom svijeta, od toga 57 milijuna samo u Americi. Metallicu ovi podaci čine najuspješnijim thrash metal sastavom svih vremena.

## Glavni albumi

### Demo uradci
| Vrijeme izlaska    | Naziv                               |
| ------------------ | ----------------------------------- |
| ožujak, 1982.      | Hit the Lights                      |
| 4. travnja 1982.   | Ron McGovney's '82 Garage Demo      |
| 4. srpnja 1982.    | Bez imena, poznat kao "Power Metal" |
| 10. srpnja 1982.   | No Life 'Til Leather                |
| 30. studenog 1982. | Metal Up Your Ass (Uživo)           |
| 1. siječnja 1983.  | Horsemen of the Apocalypse          |
| 10. siječnja 1983. | Bez imena, poznat kao "Megaforce"   |

### Studijski albumi
| Vrijeme izlaska    | Naziv                         | Izdavačka kuća       | Pozicija na Top listi | Pozicija na Top listi | Certifikat                                | Certifikat                    |
| Vrijeme izlaska    | Naziv                         | Izdavačka kuća       | Billboard 200 SAD     | VB                    | Recording Industry Association of America | British Phonographic Industry |
| ------------------ | ----------------------------- | -------------------- | --------------------- | --------------------- | ----------------------------------------- | ----------------------------- |
| 25. srpnja 1983.   | Kill 'Em All                  | Megaforce            | 120                   | —                     | 3x Platinasti                             | Zlatni                        |
| 30. srpnja 1984.   | Ride the Lightning            | Megaforce            | 100                   | 87                    | 5x Platinasti                             | Zlatni                        |
| 26. ožujka 1986.   | Master of Puppets             | Elektra              | 29                    | 41                    | 6x Platinasti                             | Zlatni                        |
| 25. kolovoza 1988. | ...And Justice for All        | Elektra              | 6                     | 4                     | 8x Platinasti                             | Srebrni                       |
| 12. kolovoza 1991. | Metallica                     | Elektra              | 1                     | 1                     | 15x Platinasti 1x Dijamantski             | Platinasti                    |
| 4. lipnja 1996.    | Load                          | Elektra              | 1                     | 1                     | 5x Platinasti                             | Zlatni                        |
| 18. studenog 1997. | ReLoad                        | Elektra              | 1                     | 4                     | 3x Platinasti                             | Zlatni                        |
| 5. lipnja 2003.    | St. Anger                     | Elektra              | 1                     | 3                     | 2x Platinasti                             | Zlatni                        |
| 12. rujna 2008.    | Death Magnetic                | Warner Bros. Records | —                     | —                     |                                           |                               |
| 18. studenog 2016. | Hardwired... to Self-Destruct | Blackened Recordings | —                     | —                     |                                           |                               |

### Koncertni albumi
| Vrijeme izlaska    | Naziv                    | Mjesto na Top listi | Mjesto na Top listi | Certifikat                                | Certifikat                    |
| Vrijeme izlaska    | Naziv                    | Billboard 200 SAD   | VB                  | Recording Industry Association of America | British Phonographic Industry |
| ------------------ | ------------------------ | ------------------- | ------------------- | ----------------------------------------- | ----------------------------- |
| 23. studenog 1993. | Live Shit: Binge & Purge | —                   | —                   | Platinasti                                |                               |
| 23. studenog 1999. | S&M                      | 2                   | 33                  | 6x platinasti                             |                               |

### EP
| Vrijeme izlaska    | Naziv                                    | Pozicija na Top listi | Pozicija na Top listi | Certifikat                                | Certifikat                    |
| Vrijeme izlaska    | Naziv                                    | Billboard 200 SAD     | VB                    | Recording Industry Association of America | British Phonographic Industry |
| ------------------ | ---------------------------------------- | --------------------- | --------------------- | ----------------------------------------- | ----------------------------- |
| 21. kolovoza 1987. | The $5.98 E.P.: Garage Days Re-Revisited | 28                    | 27                    | Platinasti                                |                               |
| 13. prosinca 2011. | Beyond Magnetic                          | 29                    | —                     |                                           |                               |

### Kompilacije
| Vrijeme izlaska    | Naziv       | Mjesto na Top listi | Mjesto na Top listi | Certifikat                                | Certifikat                    |
| Vrijeme izlaska    | Naziv       | Billboard 200 SAD   | VB                  | Recording Industry Association of America | British Phonographic Industry |
| ------------------ | ----------- | ------------------- | ------------------- | ----------------------------------------- | ----------------------------- |
| 24. studenog 1998. | Garage Inc. | 2                   | 29                  | 5x platinasti                             |                               |

## Videografija
| Cliff 'em All |
| --- |
| • Izašlo: 4. prosinca 1987. • Format: VHS, DVD • Izdavač: Elektra • Certifikat: 4x platinasti (SAD)                                              |
| 2 of One |
| • Izašlo: 20. lipnja 1989. • Format: VHS • Izdavač: Elektra • Certifikat: Platinasti (SAD)                                                       |
| A Year and a Half in the Life of Metallica |
| • Izašlo: 17. studenog 1992. • Format: VHS, DVD • Izdavač: Elektra • Certifikat: 3x Platinasti (SAD)                                             |
| Live Shit: Binge & Purge |
| • Izašlo: 23. studenog 1993. • Format: VHS, DVD, CD • Izdavač: Elektra • Certifikat: Platinasti (SAD)                                            |
| Cunning Stunts |
| • Izašlo: 8. prosinca 1998. • Format: VHS, DVD • Izdavač: Elektra • Certifikat: Platinasti (SAD)                                                 |
| S&M |
| • Izašlo: 23. studenog 1999. • Format: VHS, DVD • Izdavač: Elektra • Certifikat: 6x platinasti(SAD), 4x platinasti (Australija), Zlatni (Brazil) |
| Classic Albums: Metallica - The Black Album |
| • Izašlo: 6. studenog 2001. • Format: VHS, DVD • Izdavač: Elektra • Certifikat: Platinasti (Australija), Zlatni (Kanada), Zlatbi (Danska)        |
| Some Kind of Monster |
| • Izašlo: 21. siječnja 2004. • Format: DVD • Izdavač: Elektra                                                                                    |
| The Videos 1989-2004 |
| • Izašlo: 5. prosinca 2006. • Format: DVD • Izdavač: Elektra • Certifikat: Platinasti (Finska)                                                   |

## Top lista singlova
| Godina | Singl                       | Mjesto na Top listi       | Mjesto na Top listi        | Mjesto na Top listi    | Mjesto na Top listi   | Album                             |
| Godina | Singl                       | The Billboard Hot 100 SAD | Mainstream Rock Tracks SAD | Modern Rock Tracks SAD | VB Top lista singlova | Album                             |
| ------ | --------------------------- | ------------------------- | -------------------------- | ---------------------- | --------------------- | --------------------------------- |
| 1983.  | "Whiplash"                  | -                         | -                          | -                      | -                     | Kill 'Em All                      |
| 1983.  | "Jump in the Fire"          | -                         | -                          | -                      | -                     | Kill 'Em All                      |
| 1984.  | "Fade to Black"             | -                         | -                          | -                      | -                     | Ride the Lightning                |
| 1984.  | "Creeping Death"            | -                         | -                          | -                      | -                     | Ride the Lightning                |
| 1985.  | "For Whom the Bell Tolls"   | -                         | -                          | -                      | -                     | Ride the Lightning                |
| 1986.  | "Master of Puppets"         | -                         | -                          | -                      | -                     | Master of Puppets                 |
| 1986.  | "Battery"                   | -                         | -                          | -                      | -                     | Master of Puppets                 |
| 1986.  | "Welcome Home (Sanitarium)" | -                         | -                          | -                      | -                     | Master of Puppets                 |
| 1988.  | "Eye of the Beholder"       | -                         | -                          | -                      | -                     | ...And Justice for All            |
| 1988.  | "Harvester of Sorrow"       | -                         | -                          | -                      | 20                    | ...And Justice for All            |
| 1988.  | "...And Justice for All"    | -                         | -                          | -                      | -                     | ...And Justice for All            |
| 1989.  | "One"                       | 35                        | 15                         | -                      | 13                    | ...And Justice for All            |
| 1991.  | "Enter Sandman"             | 16                        | 10                         | 28                     | 5                     | Metallica                         |
| 1991.  | "Don't Tread On Me"         | -                         | 21                         | -                      | -                     | Metallica                         |
| 1991.  | "The Unforgiven"            | 35                        | 10                         | -                      | 15                    | Metallica                         |
| 1992.  | "Nothing Else Matters"      | 34                        | 11                         | -                      | 6                     | Metallica                         |
| 1992.  | "Wherever I May Roam"       | 82                        | 25                         | -                      | 25                    | Metallica                         |
| 1992.  | "Sad But True"              | 98                        | 15                         | -                      | 20                    | Metallica                         |
| 1996.  | "Until It Sleeps"           | 10                        | 1                          | 27                     | 5                     | Load                              |
| 1996.  | "Ain't My Bitch"            | -                         | 15                         | -                      | -                     | Load                              |
| 1996.  | "Hero of the Day"           | 60                        | 1                          | -                      | 17                    | Load                              |
| 1996.  | "Mama Said"                 | -                         | -                          | -                      | 19                    | Load                              |
| 1997.  | "King Nothing"              | 90                        | 6                          | -                      | -                     | Load                              |
| 1997.  | "Bleeding Me"               | -                         | 6                          | -                      | -                     | Load                              |
| 1997.  | "The Memory Remains"        | 28                        | 3                          | -                      | 13                    | ReLoad                            |
| 1998.  | "The Unforgiven II"         | 59                        | 2                          | -                      | 15                    | ReLoad                            |
| 1998.  | "Fuel"                      | -                         | 6                          | -                      | 31                    | ReLoad                            |
| 1998.  | "Better Than You"           | -                         | 7                          | -                      | -                     | ReLoad                            |
| 1998.  | "Turn the Page"             | -                         | 1                          | 39                     | -                     | Garage Inc.                       |
| 1999.  | "Whiskey in the Jar"        | -                         | 4                          | -                      | 29                    | Garage Inc.                       |
| 1999.  | "Die, Die My Darling"       | -                         | 26                         | -                      | -                     | Garage Inc.                       |
| 1999.  | "No Leaf Clover"            | 74                        | 1                          | 18                     | -                     | S&M                               |
| 2000.  | "I Disappear"               | 76                        | 1                          | 11                     | 35                    | Mission: Impossible II Soundtrack |
| 2003.  | "St. Anger"                 | 76                        | 2                          | 17                     | 9                     | St. Anger                         |
| 2003.  | "Frantic"                   | -                         | 21                         | 22                     | 16                    | St. Anger                         |
| 2004.  | "The Unnamed Feeling"       | -                         | 28                         | -                      | 42                    | St. Anger                         |
| 2004.  | "Some Kind of Monster"      | -                         | 19                         | 40                     | -                     | St. Anger                         |
| 2007.  | "The Ecstasy of Gold"       | -                         | 21                         | -                      | -                     | We All Love Ennio Morricone       |

## Filmska glazba
| Godina | Skladba                                                                   | Film                                                 |
| ------ | ------------------------------------------------------------------------- | ---------------------------------------------------- |
| 1996.  | "The Call of Ktulu" "Welcome Home (Sanitarium)" "Orion"                   | Paradise Lost: The Child Murders at Robin Hood Hills |
| 1997.  | "Enter Sandman"                                                           | ECW Barely Legal                                     |
| 1997.  | "For Whom the Bell Tolls"                                                 | Spawn                                                |
| 1999.  | "Hell Isn't Good"                                                         | South Park: Bigger, Longer & Uncut                   |
| 1999.  | "Seek and Destroy (Uživo sa Woodstocka 1999.)"                            | WCW Mayhem: The Music                                |
| 2000.  | "I Disappear"                                                             | Mission: Impossible II                               |
| 2001.  | "Poor Twisted Me"                                                         | The Pledge                                           |
| 2003.  | "We Did It Again"                                                         | Biker Boyz                                           |
| 2003.  | "Master of Puppets"                                                       | Old School                                           |
| 2003.  | "The Wait"                                                                | The School of Rock                                   |
| 2004.  | "Whiplash"                                                                | Tony Hawk's Underground 2                            |
| 2005.  | "Master of Puppets"                                                       | Metal: A Headbanger's Journey                        |
| 2006.  | "Hero of the Day"                                                         | Annapolis                                            |
| 2006.  | "No Leaf Clover"                                                          | The Darwin Awards                                    |
| 2007.  | "Frantic"                                                                 | Shoot 'Em Up                                         |
| 2007.  | "One"                                                                     | Guitar Hero III: Legends of Rock                     |
| 2007.  | "...And Justice for All" "Enter Sandman" "Ride the Lightning" "Blackened" | Rock Band                                            |

## Vanjske poveznice
- Službene stranice